# Гремлины 2: Новенькая партия
«Гремлины 2: Новенькая партия» (англ. Gremlins 2: The New Batch) — американский комедийный фильм ужасов 1990 года режиссёра Джо Данте, сиквел фильма «Гремлины» (1984). Главные роли, как и в первой части, исполнили Зак Гэллиган и Фиби Кейтс.

## Слоганы
- «Take Your Batch to See the New Batch.» — «Приготовьте пачку (попкорна) на просмотр новой пачки (гремлинов).» (игра слов)
- «Cute. Dangerous. Clever. Mischievous. They’re back!» — «Милые. Опасные. Умные. Озорные. Они вернулись!»
- «We told you. Remember the rules. You didn’t listen. Here they grow again!» — «Мы предупреждали. Помните правила. Вы не слушали. Теперь они вырастают снова!»

## Сюжет
Спустя шесть лет после жутких событий, произошедших в их родном городке, Билли Пельцер (Зак Гэллиган) и его невеста Кейт Беринджер (Фиби Кейтс) переехали в Нью-Йорк, где работают в крупной компании «Клэмп», расположенной в небоскребе на Манхэттене. Многопрофильная фирма, возглавляемая Дэниелом Клэмпом (Джон Гловер) оснащена по последнему слову техники. В китайском квартале недалеко от небоскрёба доживает свой век старый лавочник, который забрал могвая Гизмо к себе в конце предыдущего фильма. После его смерти Гизмо отправляется бродить по улицам и забредает в лабораторию компании. Там его находят интересным существом и решают подвергать экспериментам, в том числе препарированию.
Билли, случайно узнав о каких-то неэтичных вещах, творящихся в лаборатории, проникает туда и спасает Гизмо. Старые друзья счастливы воссоединиться спустя столько лет, и Билли решает снова забрать Гизмо к себе. Он прячет его в ящик своего рабочего стола, но Гизмо не сумел дождаться Кейт и вылез оттуда. В результате один из офисных работников случайно обливает его водой, и из Гизмо снова появляются злобные могваи (на этот раз чёрного цвета). Гизмо в страхе прячется от них в вентиляцию, а они начинают штурмовать здание и снова сознательно окукливаются, превращаясь в Гремлинов. Теперь Билли, Кейт, Гизмо и их друзья должны спасти Нью-Йорк…

## В ролях
- Зак Гэллиган — Билли Пельцер
- Фиби Кейтс — Кейт Беринджер
- Джон Гловер — Дэниел Клэмп
- Роберт Проски — Дедушка Фред
- Кристофер Ли — Доктор Кате́тер
- Дик Миллер — Мюррей Фаттерман
- Джеки Джозеф — Шейла Фаттерман
- Роберт Пикардо — Форстер
- Хэвиланд Моррис — Марла Бладстоун
- Гедде Ватанабэ — Мистер Кацуси
- Кей Люк — мистер Винг, старик-китаец
- Кэтлин Фримен — Мардж, ведущая кулинарной программы
- Генри Гибсон — сотрудник, уволенный за курение
- Леонард Малтин — играет себя
- Хауи Мэндел — Гизмо (озвучка)
- Тони Рэндалл — умный гремлин (озвучка)
- Халк Хоган — камео
- Рик Дукомман — охранник в «Clamp Center»

## Удалённые сцены и альтернативные версии
Существует две версии картины:
Кинотеатральная версия:
- Троп «Матрёшка»: будто бы всё это время гремлины крутили фильм о самих себе, и показ прервался расплавлением целлюлозной плёнки под вопли ушастых горе-киномехаников.
- Троп «Четвёртая стена»: затем камера показывает зрителей в кинозале, среди которых вскакивает рестлер Халк Хоган, и обернувшись к проекторной будке, гневно орёт на механиков, чтобы те срочно вернули фильм на экран, после чего оборачивается к камере и извиняется.

Версия для домашнего видео:
- Показ фильма прерывается, и возникает ощущение, что сломался видеопроигрыватель, который начинает воспроизводить все что попало.
- В монтаже из разных сцен появляется Джон Уэйн, где он противостоит гремлинам в лучших традициях вестернов.

DVD-издание фильма содержит обе версии. По умолчанию воспроизводится Кинотеатральная версия, а вторая версия является спрятанным бонусом — в меню диска в разделе бонусов нужно нажать на лапу гремлина.

## Саундтрек
Gremlins 2: The New Batch (Score by Jerry Goldsmith)
1. Just You Wait (2:17)
2. Gizmo Escapes (3:54)
3. Leaky Faucet (3:50)
4. Cute… (2:05)
5. Pot Luck (3:09)
6. The Visitors (3:35)
7. Teenage Mutant Gremlins (3:33)
8. Keep It Quiet (3:19)
9. No Rats (2:29)
10. Gremlin Pudding (2:22)
11. New Trends (3:52)
12. Gremlin Credits (4:53)

В фильме также звучали песни:
- I’m Ready в исполнении Fats Domino.
- Sling Shot в исполнении Jeff Beck.
- Situation в исполнении The Jeff Beck Group.
- Angel Of Death в исполнении Slayer.
- Toccta & Fugue In D Minor в исполнении E. Power Biggs.
- New York, New York в исполнении Tony Randall.
- Bombers In The Sky в исполнении The Thompson Twins.
- Damn Yankees в исполнении Damn Yankees.
- Tuff Boy в исполнении Jasmine Guy.
- Touch Me в исполнении Private Life.
- If You Could Read My Mind в исполнении Gordon Lightfoot.
- Surprise! You’re Dead! в исполнении Faith No More.
- Raindrops Keep Fallin' On My Head, Rhapsody In Blue, The Merry-Go-Round Broke Down и Merrily We Roll Along.

## Продолжение
Крис Коламбус неоднократно выражал желание создать третью часть, но её производство всё время откладывалось. В 2013 году было объявлено о производстве перезапуска франшизы, но сценарист Сет Грэм-Смит позже сообщил о приостановке производства.
В 2015 году Зак Гэллиган сообщил, что вместо перезапуска будет снята третья часть. Ещё через год он рассказал, что Крис Коламбус очень активно работает над сценарием, и что он будет вращаться вокруг логичного вопроса, уже давно зревшего в умах фанатов: «Если все гремлины возникают из Гизмо, не значит ли это, что Гизмо должен быть уничтожен?». В 2020 году Коламбус сообщил, что фильм возможно выйдет в 2027 году и что в триквеле будет использоваться прежняя кукольная анимация.